# Couepia insignis
Couepia insignis är en tvåhjärtbladig växtart som beskrevs av Karl Fritsch. Couepia insignis ingår i släktet Couepia och familjen Chrysobalanaceae. Inga underarter finns listade i Catalogue of Life.